# Christian Heinrich Schreyer

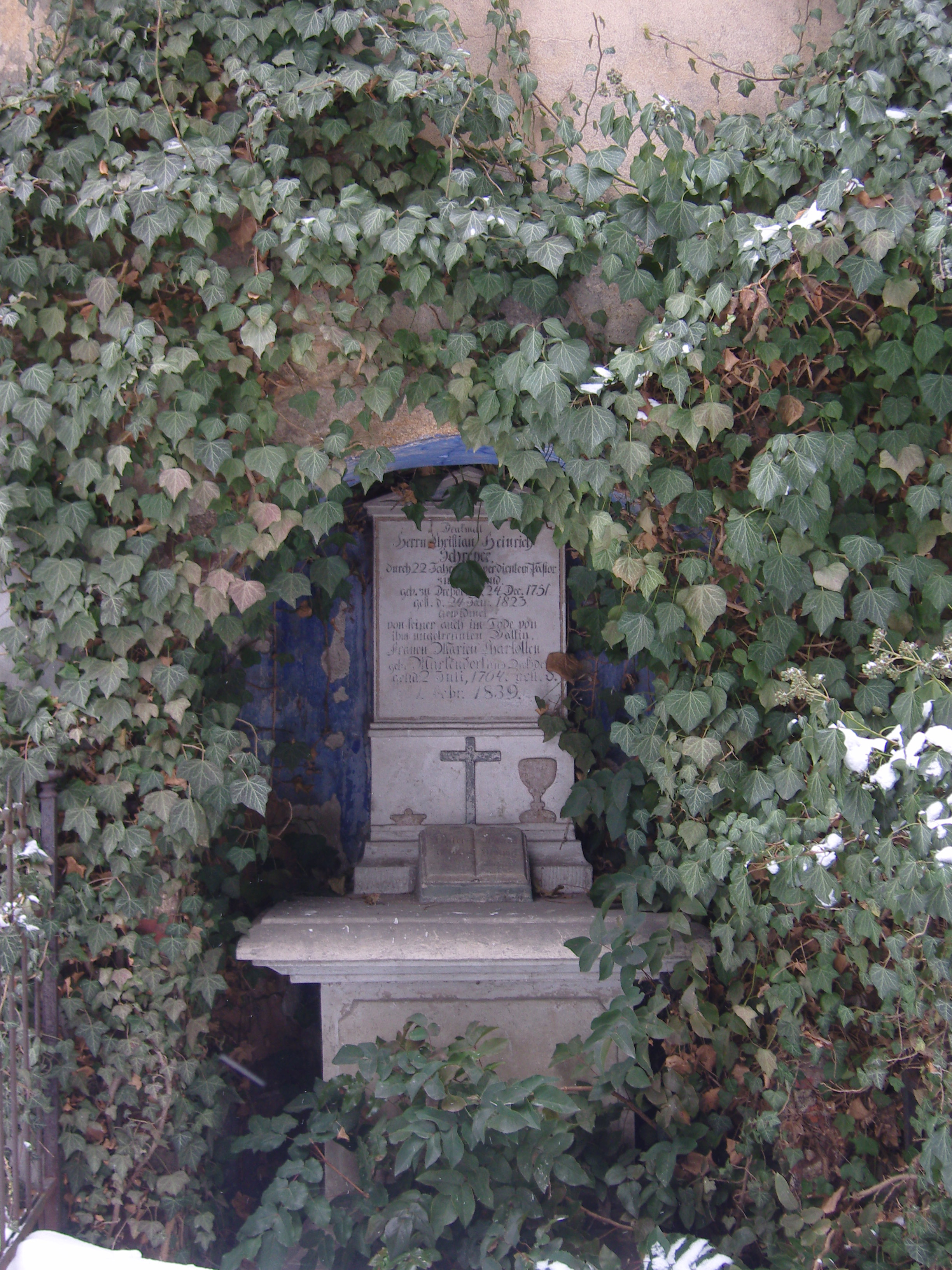
Grab Schreyers und seiner Frau

Christian Heinrich Schreyer (* 24. Dezember 1751 in Dresden; † 24. Januar 1823 in Ortrand) war ein deutscher evangelischer Pfarrer und Komponist von Kirchenmusik.

## Leben

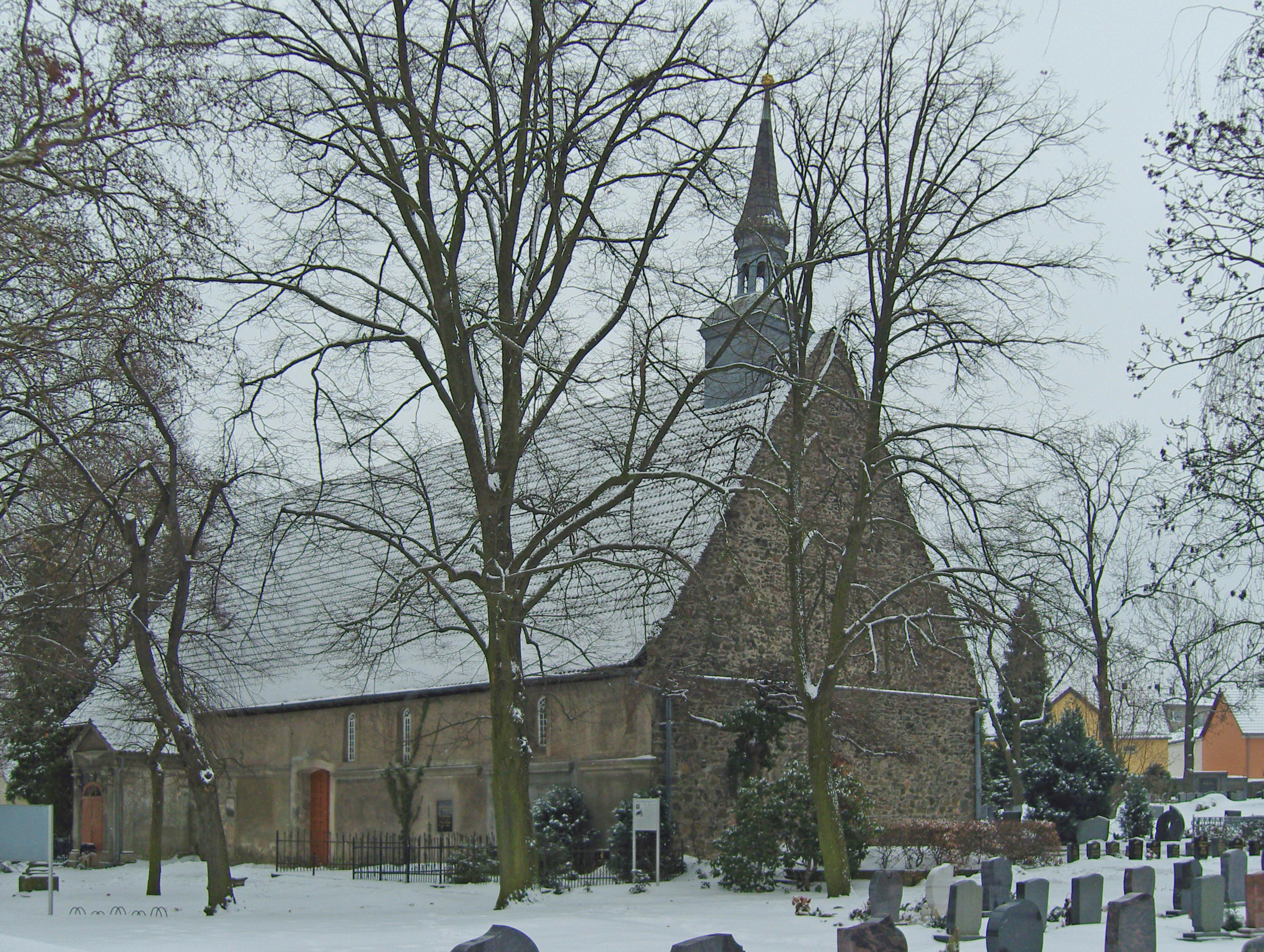
Jakobskirche Ortrand

Schreyer wurde als Sohn des Maurers und Hoffeuerwächters Heinrich Schreyer (1715–1766) und seiner Frau Euphrosine Eleonore geb. Grumbach († 1757) geboren. Er besuchte zunächst die Schule des Ehrlichschen Gestifts in Dresden und wurde am 2. Juni 1762 als Chorschüler in der Dresdner Annenschule aufgenommen. Bereits in dieser Zeit entstanden erste eigene Kompositionen. Er legte am 15. Mai 1775 das Kandidatenexamen ab und studierte bis Ostern 1776 Theologie in Wittenberg. In der Folgezeit war er als Haus- bzw. Privatlehrer und Hofmeister in Dresden tätig. Des Weiteren übernahm er vertretungsweise Predigten für Landpfarrer in der Umgebung.
Erst 1801 erhielt er seine erste Pfarrstelle. Er wurde Pastor und Adjunkt in Ortrand. Am 13. März 1801 hielt er hier seine Antrittspredigt. Im selben Jahr heiratete er die Dresdnerin Charlotte Markendorf (1764–1839).
Christian Heinrich Schreyer verstarb 1823 in Ortrand. In der Ortrander Jakobskirche, der früheren Pfarr- und späteren Begräbniskirche der Stadt, liegen er und seine Frau begraben. Ihr gemeinschaftlicher Grabstein ist am inzwischen zugemauerten Südeingang der Kirche zu finden.

## Werk (Auswahl)
Schreyer ist Verfasser von Gedichten, theologischen Schriften und Komponist von Kirchenmusik. Er verfasste etwa 40 Kirchenstücke. Etliche seiner Schriften kamen nicht zum Druck oder haben die Zeit nicht überdauert. Des Weiteren gilt er als Verfasser einer 1852 in Großenhain erschienenen Chronik der Stadt Ortrand.

### Schriften
- Vollständiges Communionbuch, 1779
- Kurzes und vollständiges Rechenbuch über die 5 Species und Regel De Tri, Dresden 1783
- Katechetische Erklärung der Evangelien, 1785
- Joseph Buttlers Übereinstimmung der natürlichen unde geoffenbarten Religion, 1787
- Kurze Einleitung in christliche Glaubens- und Sittenlehre, 1789
- Über den Werth der neuen Propheten, mit dem Chronostichon auf den Superintenden Typke, 1800
- Neue Generalbaßschule, oder Geist vereinfachter Grundsätze des Generalbasses ..., 1821
- Chronik der Stadt Ortrand. Band 1, Verlag Haffner, Großenhain 1852 (Digitalisat)
- Erlebnisse eines Annenschülers 1758 - 1772. In: Dresdner Geschichtsblätter. Band 70, 1907, S. 153–184.
- Beschießung Dresdens und Brand der Kreuzkirche 1760. In: Das alte Dresden. 1925, S. 27–32.

### Kompositionen
- Danket dem Herrn, denn er ist freundlich, Ende 18. Jh.
- Auf schicke dich, mein Geist, Ende 18. Jh.